# Sobrado do Brejo
O Sobrado do Brejo foi um casarão histórico do início do século XIX, localizava-se na antiga Fazenda Campo Seco, na Serra das Éguas, no município de Brumado e pertenceu à família Canguçu, antiga e tradicional família pioneira no município. Essa construção antiga serviu de grande influência para os escritores Jorge Amado, Afrânio Peixoto, Pedro Calmon, Licurgo Santos Filho e Mário Rizério Leite. Além disso, os acontecimentos que marcaram a vida da família proprietária deu origem a manuscritos importantes, como cartas narrativas sobre a história de amor e ódio entre um rapaz e uma moça das famílias Canguçu e Castro (de Castro Alves), respectivamente, e manuscritos históricos que narram a vida cotidiana dos grandes coronéis e comerciantes, até relatos sobre negociações de gados e fazendas, e documentos de patentes militares. Esses manuscritos originários do Sobrado do Brejo são classificados como referências para o entendimento do português praticado naquela época e ajudam a entender como viviam e se relacionavam as pessoas naquele espaço de tempo, no Sertão Baiano.

## Arquitetura
O Sobrado do Brejo era de arquitetura simples e de estilo colonial com quatro águas e diversas janelas nos lados e na frente, dispondo de três portas grandes de madeira na frente, com beiral em telhas de meia cana, de origem portuguesa. Foi construído com adobões (blocos feitos de barro argiloso, sem processamento térmico cerâmico). Possuía quatro colunas laterais, uma em cada extremo. As portas frontais mediam quase três metros de altura; fabricadas em duas folhas de madeira, a porta central era a única que dava acesso ao andar superior.

## História
Antônio Pinheiro Pinto Canguçu, o segundo senhor do Sobrado do Brejo, foi um dos maiores criadores de gado e um dos homens mais ricos da região, assim como também foi seu sogro, o português Miguel Lourenço de Almeida, familiar do Santo Ofício, o primeiro senhor da Fazenda Campo Seco. A construção do sobrado seria, então, um capricho de seu proprietário em se adequar a sua realidade financeira, que lhe rendia grande status social.
A Fazenda Campo Seco (ou Fazenda do Campo Seco, ou ainda, Brejo do Campo Seco) foi fundada em 1755 por Miguel Lourenço de Almeida, mas o Sobrado do Brejo só foi construído em 1808, com término em 1812, financiado por Antônio Pinheiro Pinto, que mais tarde passou a se chamar Antônio Pinheiro Pinto Canguçu (nome que deve sua origem a uma onça comum na Caatinga, ou criatura feroz e valente); segundo a história, esse nome foi acrescentado para descrever a natureza dos Canguçus. O Sobrado foi residência dos antigos coronéis, conhecidos como “os senhores do Sobrado do Brejo”. Foi projetado pelo mineiro Francisco Antônio dos Santos de Alcunha que, segundo a história, foi o único profissional que se teve conhecimento, naquela época, a conseguir um salário de $ 15.000 (quinze mil réis) em apenas 102 dias, em compensação pelo seu trabalho, que foi valorizado pela construção do casarão. Os senhores do Sobrado do Brejo foram quatro; o primeiro, foi Miguel Lourenço (1775 a 1785). Lourenço é considerado o primeiro senhor porque foi o patriarca da Família Canguçu; depois os brasileiros: o segundo, Antônio Pinheiro Pinto Canguçu, genro de Miguel Lourenço (1794 a 1822); o terceiro foi o neto de Miguel, Inocêncio Pinheiro Canguçu (1822 a 1832); o quarto foi o bisneto de Miguel Lourenço, Exupério Pinheiro Canguçu (1820 a 1900). Este último não registrou nada nos livros da família, muito embora fosse um homem culto (lia corretamente latim e francês) e chegado a receber o título de Coronel Comandante Superior da Guarda Nacional do 78º Batalhão, instituído no município de Caetité e também o título de oficial da Guarda Nacional; foi também relacionado para receber o título de barão, porém, devido às lutas em que se envolvia sua família, custou a exclusão do seu mome.
Este casarão histórico foi palco de muitas lutas entre a família Canguçu e a família Moura que fez aliança com a família Castro, o motivo foi um amor não aprovado pelas famílias Canguçu e Castro. Leolino Canguçu, filho de Inocêncio Canguçu e irmão de Exupério Canguçu, embora fosse casado, enamorou-se de Carolina da Silva Castro, apelidada de “Pórcia de Castro” ou, simplesmente, “Pórcia”, tia do poeta Castro Alves, o que foi correspondido pela moça. Leolino se apaixonou por ela quando essa, juntamente com sua mãe, se hospedaram no Sobrado do Brejo. Devido desaprovação das famílias, a história de amor dos jovens despertou grande ódio sangrento entre as famílias Canguçu e Castro; e isso tomou maior proporção ainda quando os Mouras, aproveitando-se da situação embaraçosa, resolveram unir-se aos Castros, contra os Canguçus. Em 16 de dezembro de 1844, o Sobrado do Brejo foi atacado pelos Castros e seus jagunços, e Pórcia retirada à força pelos Castros. A Fazenda Condado, lugar de descanso da família, foi assaltada. Exupério resistia fortemente aos ataques dos Castros, até os casos irem para o tribunal. Essa história, típica de enredo de novelas e comum naquela época, ocorrido entre Bom Jesus dos Meiras (Brumado) e Curralinho (atual cidade de Castro Alves), rendeu muita inspiração para escritores como Jorge Amado, Pedro Calmon, Licurgo Santos Filho e Afrânio Peixoto, como já foi dito. Todos eles produziram romances baseados na história dos Canguçus, que têm ampliado a visão dos leitores no entendimento não só dos acontecimentos locais, mas também do de outras comunidades, como as do município de Caetité, Condeúba e Rio de Contas.

## Valor histórico literário
A História do Sobrado do Brejo é a essência histórica da Região de Brumado; de fato, os manuscritos feitos pelas gerações dos Canguçus servem para situar o município corretamente em seu contexto histórico, cristalizar suas origens e medir seus valores culturais. Alguns dos manuscritos que pertenceram ao Sobrado do Brejo encontram-se no estado de São Paulo, e o terreno onde se localizava o casarão histórico é patrimônio particular e pertence à empresa Magnesita S.A. Os escritores que já foram citados acima, induzidos pelo interesse em uma história cheia de aventuras e pelas imaginações que os sertões baianos despertavam nos leitores, carimbaram em suas coleções o valor histórico e cultural que tinham o casarão e seus proprietários, os membros antigos da família Canguçu.
Licurgo Santos Filho acusa Afrânio Peixoto de inventar e fazer da história do Sobrado do Brejo uma lenda, no seu Romance Sinhazinha, romance este que já foi gravado e dramatizado, o que seria inverídico. Sinhazinha, então, seria uma farsa — o que não seria nenhum exagero tal afirmação, pois é fato que o Sobrado do Brejo localizava-se no município de Brumado e não no de Caetité. O que causa tamanha confusão e discrepância é que, na verdade, Bom Jesus dos Meiras pertencia a Caetité e assim sendo, não era reconhecida como cidade. É por isso que há certa discordância entre as duas versões. A história também foi contada de forma errada, segundo Licurgo. Seria uma mentira sobre toda a realidade do Sobrado do Brejo e sua história. Porém, a versão de Licurgo seria original; sua própria obra seria verossímil, porque, segundo ele, foi feito um levantamento minucioso e uma atenciosa leitura dos manuscritos da família Canguçu, encontrados no Sobrado do Brejo, quando este ainda existia. De fato, esses manuscritos, alguns muito importantes, como o “Livro de Razão” e o “Livro do Gado”; além de objetos como a farda de capitão da Guarda Nacional e tenente coronel, títulos obtidos por Exupério Pinheiro Canguçu, o último senhor do Sobrado do Brejo — foram recolhidos por membros da família e levados para Bauru, estado de São Paulo, os quais, segundo o próprio Lycurgo, estão à disposição para consultas. Boa parte desses documentos encontram-se nos bancos de dados da Universidade Estadual de Feira de Santana. Os manuscritos, contando com todas as anotações e livros de realizações comerciais e gastos, são tidos como referências de estudo para análise da escrita da língua portuguesa daquela época. Objetos como roupas e outros pertences são encontrados na Fazenda Condado, também localizada próximo onde ficava o Sobrado do Brejo.